# 玄蕃寮
玄蕃寮（日語：げんばりょう）是日本有關律令制隸屬治部省，掌管全國佛教事務和招待外賓的機關。和名是「ほうしまらひとのつかさ」，唐名為崇玄署、典客署、鴻臚寺。
「玄」指僧侶，「蕃」指外國人、賓客。

## 職掌
負責發行度緣和戒牒，管理僧尼的名籍，並監督掌管宮中佛事法會、招待外國使節、饗應在京的俘囚、管理鴻臚館等等。

## 職員
- 頭（從五位下相當 唐名:崇玄署令、典客郎中、鴻臚卿、主客郎中）一名
  - 和銅元年（708年） 3月22日：賀茂吉備麻呂
- 助（從六位上相當 唐名:崇玄令史、鴻臚少卿、主客員外郎、祠部員外郎）一名
- 允（從七位下相當 唐名:崇玄丞、典客丞、鴻臚丞、主客員外郎）一名
- 屬（唐名:崇玄史府、典客主事、鴻臚館、祠部主事）
  - 大屬（從八位下相当）一名
  - 少屬（大初位上相当）一名
- 史生　新設　四名
- 寮掌　新設
- 使部　二十名
- 直丁　二名　[3]

## 注腳
1. ↑  由國家所發布、給予新受戒僧尼的證明書。
2. ↑  王文亮. . 社会科学文献出版社. 1999: 1999.
3. ↑  虎尾俊哉. . 集英社. 2007: 1286.